# Kotorînî, Jîdaciv
Kotorînî (în ucraineană Которини) este un sat în comuna Monastîreț din raionul Jîdaciv, regiunea Liov, Ucraina.

## Demografie
Componența lingvistică a localității Kotorînî
     Ucraineană (99,67%)
     Alte limbi (0,33%)
Conform recensământului din 2001, majoritatea populației localității Kotorînî era vorbitoare de ucraineană (99,67%), existând în minoritate și vorbitori de alte limbi.